# Stadtbahn di Hannover
La Stadtbahn di Hannover è un sistema di trasporto che serve la città tedesca di Hannover e i comuni limitrofi.
Si tratta di un sistema di "Stadtbahn" (letteralmente: ferrovia urbana), derivante dal potenziamento della vecchia rete tranviaria, le cui tratte centrali sono state interrate, rendendole simili a una metropolitana.

## Storia
Negli anni cinquanta del XX secolo, l'aumento del traffico automobilistico nella città di Hannover causava problemi all'esercizio tranviario, a cui si tentò di rispondere proponendo la realizzazione di brevi sottovia tranviari nei punti più critici.
Negli anni successivi si decise di costruire nelle aree centrali dei veri e propri tunnel dalle caratteristiche di metropolitana, che sarebbero stati serviti – almeno inizialmente – dalle vetture tranviarie. Il progetto definitivo, presentato nel 1966, prevedeva la costruzione di quattro tunnel, indicati con le lettere da A a D.
I lavori iniziarono speditamente ma proseguirono con diverse interruzioni a causa della mancanza di finanziamenti; il primo tratto fu attivato il 28 settembre 1975: si trattava della parte sud del tunnel A, seguita l'anno successivo dalla parte nord. Nel 1981 entrò in servizio la prima tratta del tunnel B, e nel 1984 la prima tratta del tunnel C.
Negli anni successivi si proseguì con il miglioramento degli standard costruttivi delle sezioni in superficie, che ottennero dove possibile sedi riservate, fermate con banchine alte e incroci con preferenziazione semaforica. L'esercizio con i vecchi mezzi tranviari cessò nel 1996.
Il previsto tunnel D non fu mai costruito, e le linee che percorrono questo tracciato corrono in superficie. La costruzione del tunnel è tuttora dibattuta.

## Rete

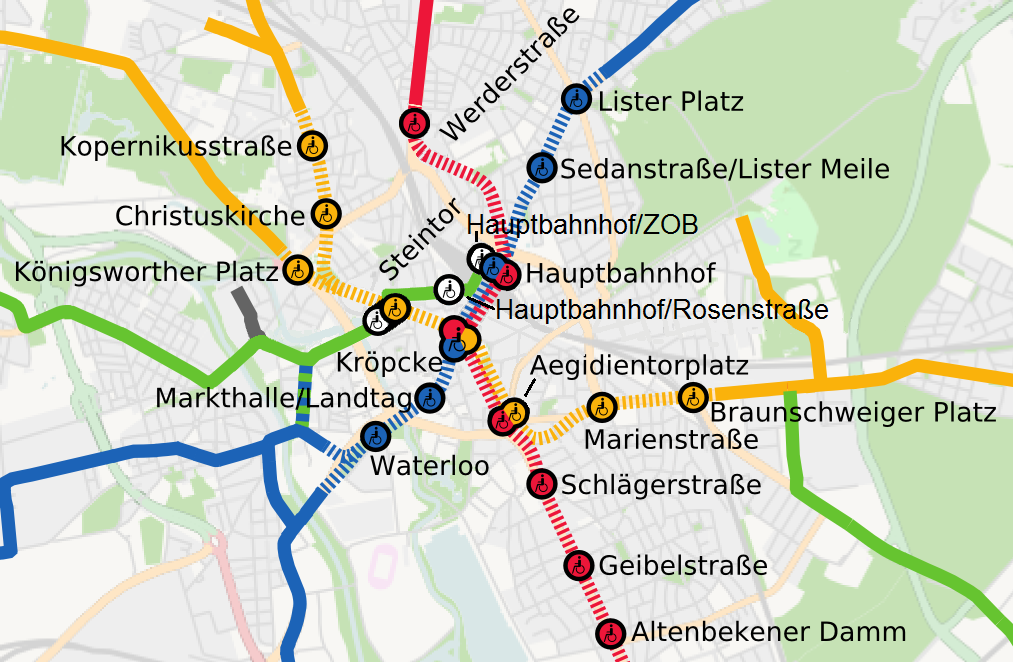
I quattro tracciati nella zona centrale

La rete si compone di 12 linee ordinarie:
- 1 Langenhagen - Sarstedt
- 2 Alte Heide - Rethen
- 3 Altwarmbüchen - Wettbergen
- 4 Garbsen - Roderbruch
- 5 Stöcken - Anderten
- 6 Nordhafen - Messe/Ost (EXPO-Plaza)
- 7 Misburg - Wettbergen
- 8 Hauptbahnhof - Messe Nord
- 9 Fasanenkrug - Empelde
- 10 Ahlem - Hauptbahnhof/ZOB
- 11 Haltenhoffstraße - Zoo
- 17 Hauptbahnhof/ZOB - Wallensteinstraße

In occasione delle manifestazioni fieristiche sono in servizio altre due linee di rinforzo:
- 16 Königswörther Platz - Messe/Ost (EXPO-Plaza)
- 18 Hauptbahnhof - Messe Nord

Nelle tratte centrali, le linee percorrono quattro tracciati prevalentemente sotterranei, indicati con le lettere A, B, C e D. Alle linee sono assegnati quattro diversi colori, che ne identificano il percorso: le linee blu (3, 7 e 9) percorrono il tracciato A, le rosse (1, 2 e 8) il tracciato B, le gialle (4, 5, 6 e 11) il tracciato C e le verdi (10 e 17) il tracciato D.
In tali tratte le fermate assumono l'aspetto di vere e proprie stazioni di metropolitana, che riflettono l'impostazione originaria che prevedeva una graduale trasformazione delle linee e rappresentano opere complesse, con mezzanini, impianti tecnici e lunghezza elevata dei marciapiedi. Un elenco di tali impianti comprende le fermate di Aegidientorplatz, Christuskirche, Kopernikusstraße, Lister Platz, Markthalle/Landtag, Mühlenberger Markt, Schlägerstraße, Sedanstraße/Lister Meile, Steintor e Waterloo.
La lunghezza complessiva della rete è di 125 chilometri, dei quali 19 sono in tunnel con caratteristiche di metropolitana. Le tratte in superficie, dalle caratteristiche tranviarie, constano di 85 chilometri di sedi riservate e 21 chilometri di tratte promiscue con il traffico automobilistico.

## Mezzi
Inizialmente per l'esercizio della Stadtbahn vennero adattate delle elettromotrici tranviarie serie TW 400, sostituite a partire dal 1974 dalle nuove TW 6000 appositamente costruite, di colore verde ed ancora in esercizio. A partire dal 1998 entrarono in servizio le vetture della serie TW 2000 e TW 2500, mentre dal 2013 sono state introdotte le vetture serie TW 3000.

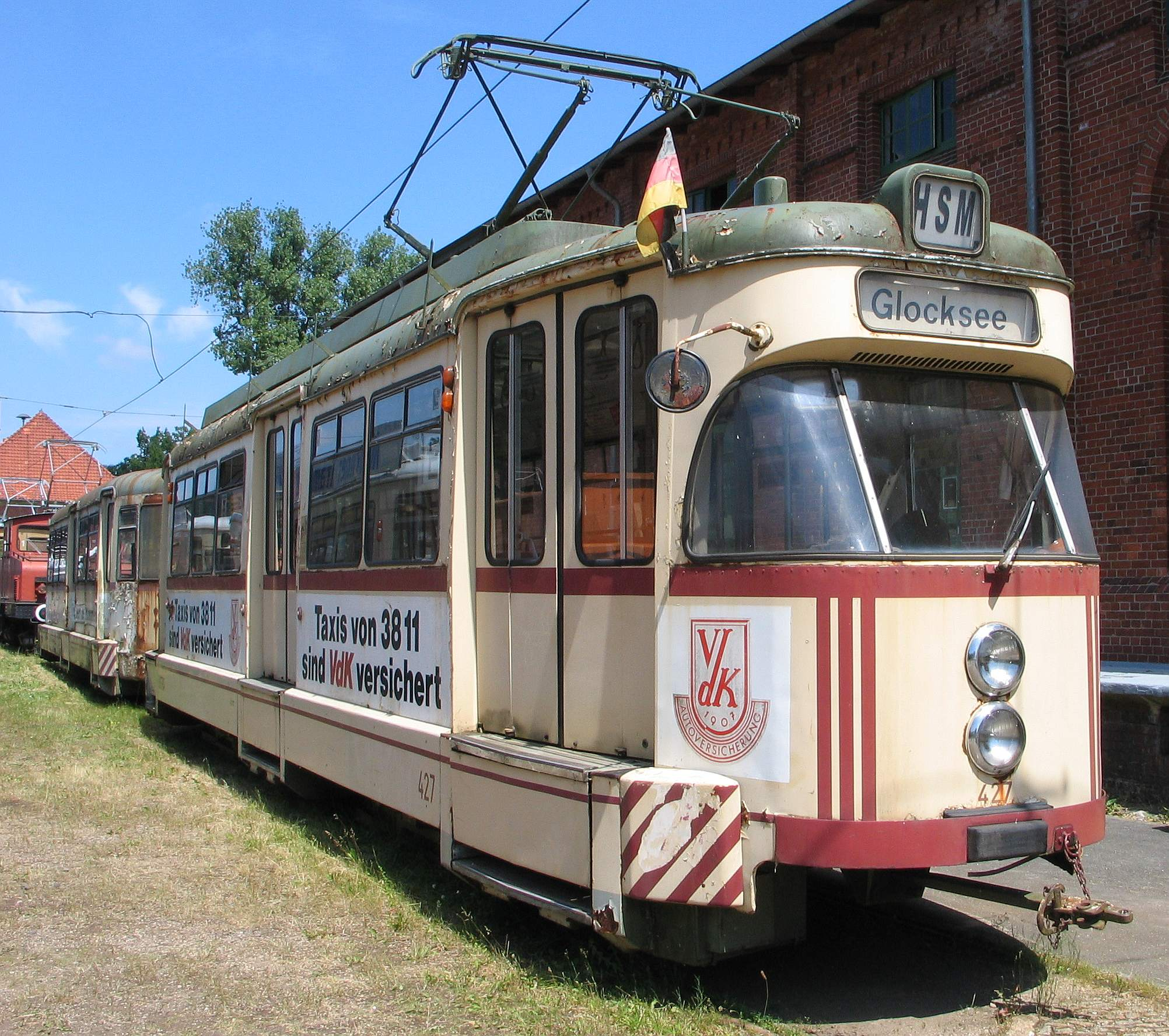
TW 400
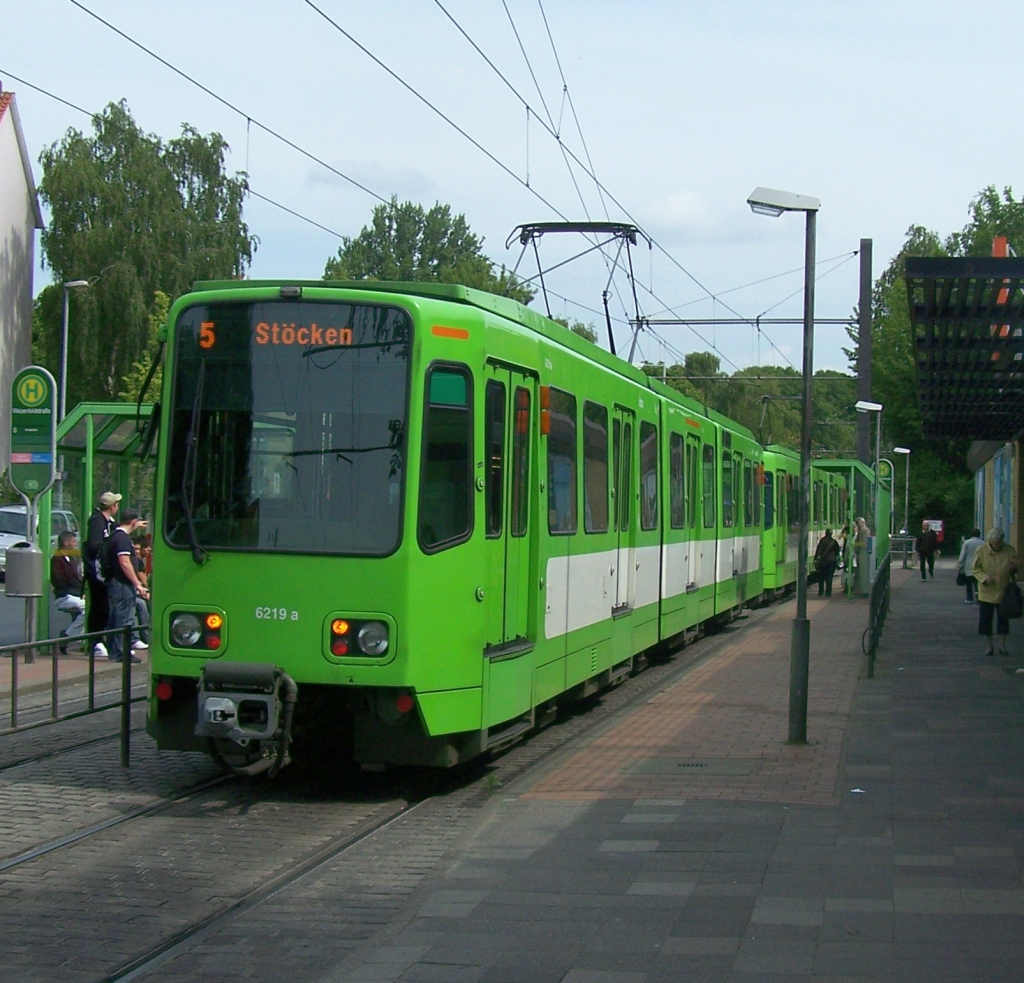
TW 6000
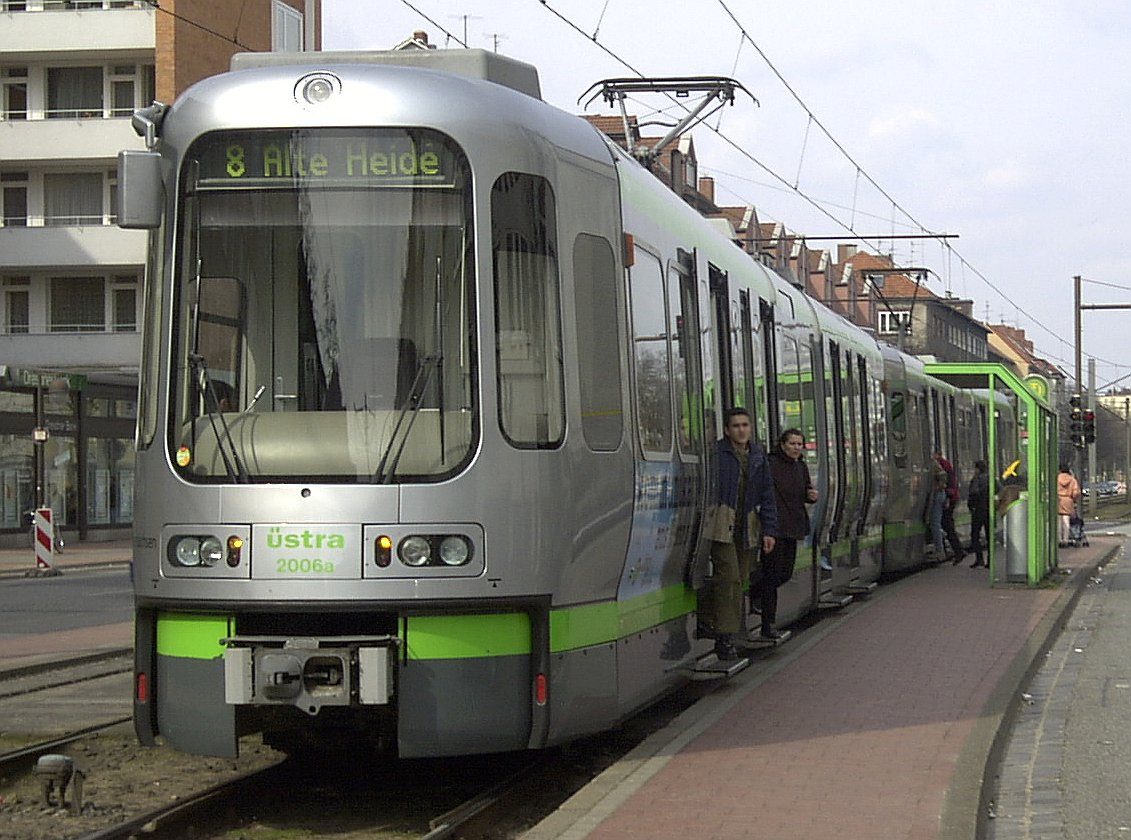
TW 2000
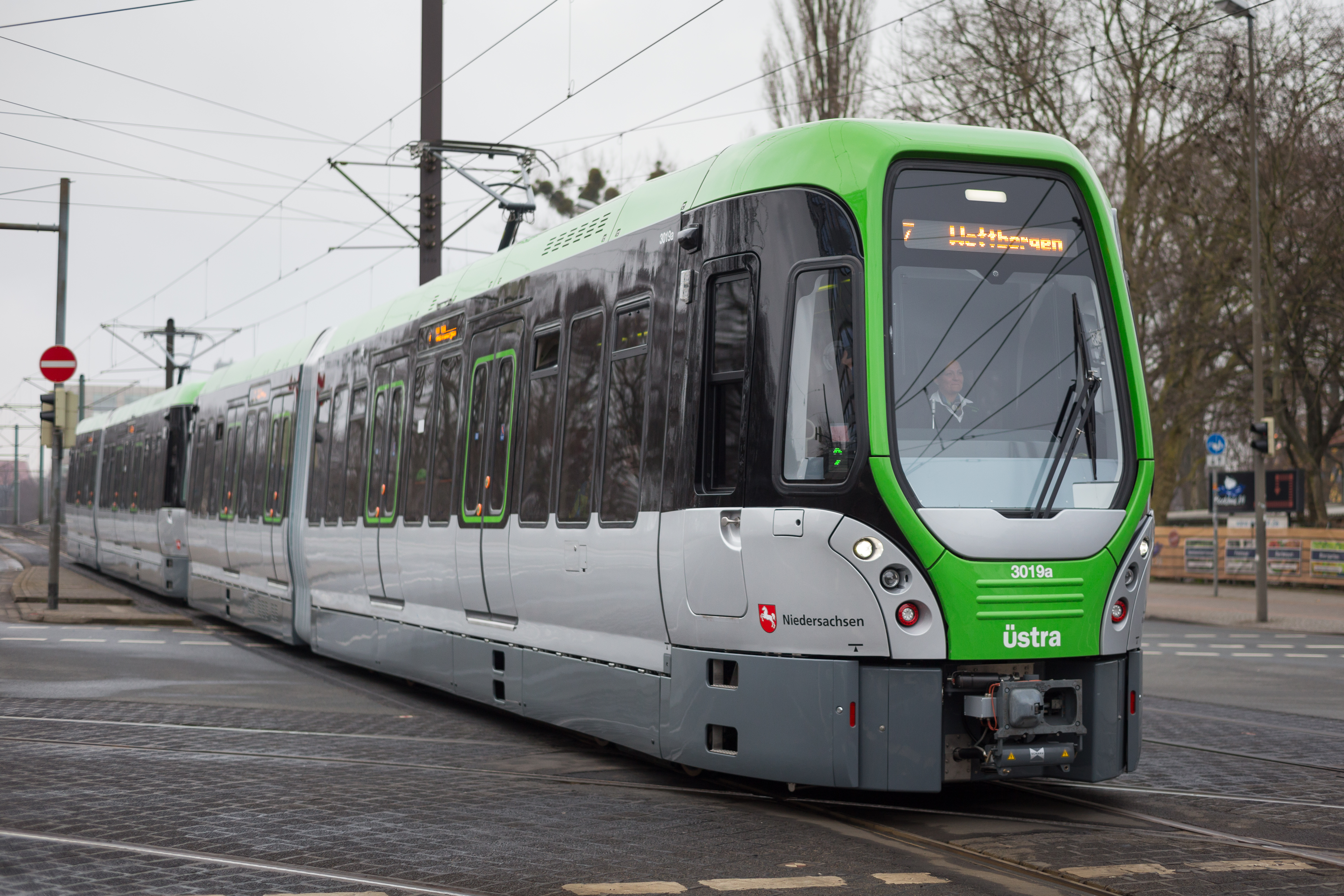
TW 3000
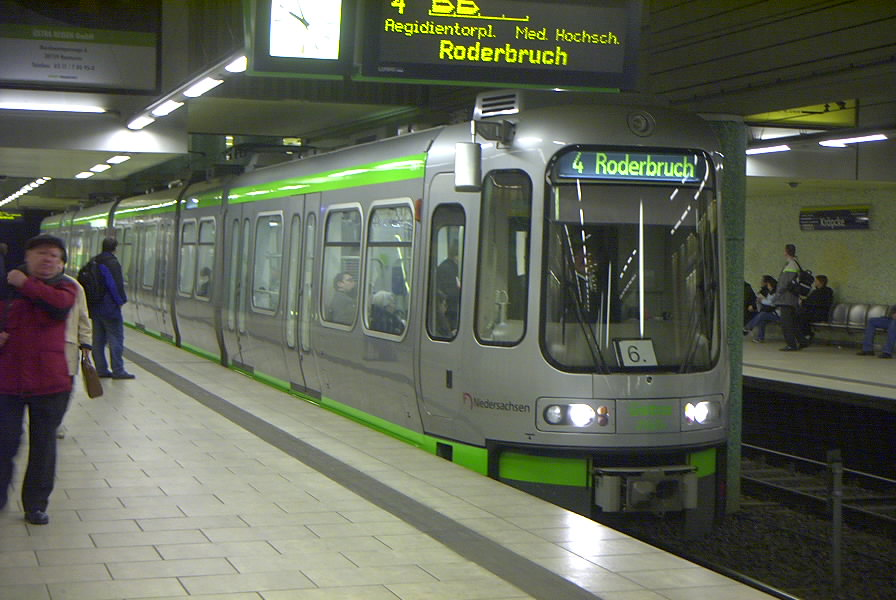
TW 2500

### Testi di approfondimento
- (DE) Fritz D. Kegel, U-Bahnen in Deutschland. Planung Bau Betrieb, Düsseldorf, Alba Buchverlag, 1971,  pp. 45-47, ISBN non esistente.
- Horst Moch, Straßenbahn in Hannover, Kenning, Nordhorn 2004. ISBN 3-933613-45-0
- Robert Schwandl, Hannover Stadtbahn Album, Robert Schwandl Verlag, Berlino 2005. ISBN 3-936573-10-7
- Achim Uhlenhut, Nahverkehr in Hannover, GeraNova Zeitschriftenverlag, Monaco di Baviera 2000. ISBN 3-89724-703-8
- Peter Sohns, Linienchronik der Straßen- und Stadtbahn Hannover 1872–2003, Arbeitsgemeinschaft Blickpunkt Straßenbahn, Berlino 2003. ISBN 3-926524-22-7
- Dieter Eisfeld, Stadt und öffentlicher Nahverkehr: Der Fall Hannover 1852–2000, ÜSTRA, Hannover 2001. ISBN 3-9802783-0-1
- Dieter Apel (ed altri), Mittendrin statt drunterdurch, Oberirdische Stadtbahnstrecke D - Impuls für die City 2020, BIU und VCD, Hannover 2009. ISBN 978-3-922883-26-5
- (DE) Robert Schwandl, Schwandl’s Tram Atlas Deutschland, 2ª ed., Robert Schwandl Verlag, 2009,  pp. 16-17, ISBN 978-3-936573-09-1.